# Synagoga Reindorfa w Otwocku
Synagoga Reindorfa w Otwocku – nieistniejąca synagoga znajdująca się w Otwocku przy ulicy Górnej 6.
Synagoga została zbudowana na początku XX wieku, z inicjatywy rodziny Reindorfów. Podczas II wojny światowej hitlerowcy zdewastowali synagogę. Po wojnie budynek synagogi przebudowano na łaźnię miejską, następnie mieściła mieszkania. Obok znajdował się również budynek mykwy.
11 marca 1999 roku, na mocy ustawy z 1997 roku o restytucji mienia żydowskiego synagoga, została zwrócona Gminie Wyznaniowej Żydowskiej w Warszawie. W czerwcu 2000 roku zarząd gminy sprzedał synagogę i mykwę wraz z działką przedsiębiorcy budowlanemu.
Oba obiekty zostały rozebrane w połowie 2003 roku.